# Sidney Brown
Sidney Georg Brown, född 6 juli 1873, och död 7 augusti 1948, var en engelsk ingenjör och uppfinnare.
Brown har konstruerat en rad apparater, avsedda att användas inom telefon- och telegraftekniken. Bland dessa märks i främsta rummet ett telegrafrelä, Browns kabelrelä (1902), vilket möjliggjorde inkoppling av överdrag i långa kabelledningar och därigenom ett väsentligt bättre utnyttjande än förut av dylika ledningar, samt en för svaga strömmar ytterst känslig telefonförstärkare (1910). Tillsammans med Henry Hozier upptäckte Brown 1899 en metod att rikta Hertzska vågor. Bland hans uppfinningar märks också en anordning, som för första gången möjliggjorde mottagandet av telegrafiska meddelanden på luftfartyg (1913), samt en gyroskopisk kompass, avsedd för användning på flygmaskiner (1924). Brown grundade 1906 Telegraph Condenser Company (TCC) för försäljning av kondensatorer, och 1911 företaget S. G. Brown Ltd. för försäljning av telefonutrustning, radiodelar, hörlurar och högtalare.